# ليزا أغيليرا
ليزا أغيليرا (بالإنجليزية: Lisa Aguilera)‏ هي عداءة المسافات الطويلة أمريكية، ولدت في 30 نوفمبر 1979 في فينيكس في الولايات المتحدة.

## وصلات خارجية
- ليزا أغيليرا على موقع الاتحاد الدولي لألعاب القوى (الإنجليزية)
- ليزا أغيليرا على موقع الدوري الماسي (الإنجليزية)
- ليزا أغيليرا على موقع رابطة إحصائيات سباق الطريق (الإنجليزية)